# Jorge Vilda
Jorje Vilda Rodríguez (Madrid, 7 luglio 1981) è un allenatore di calcio spagnolo, selezionatore della nazionale femminile marocchina.

## Palmarès

### Nazionale
- Algarve Cup: 1

2017
- Cyprus Cup: 1

2018
- Campionato d'Europa under 17: 2

2010, 2011
- Campionato mondiale: 1

2023

### Individuale
- Allenatore dell'anno FIFA per il calcio femminile: 2

2014, 2018